# Magdalena thành Pazzi

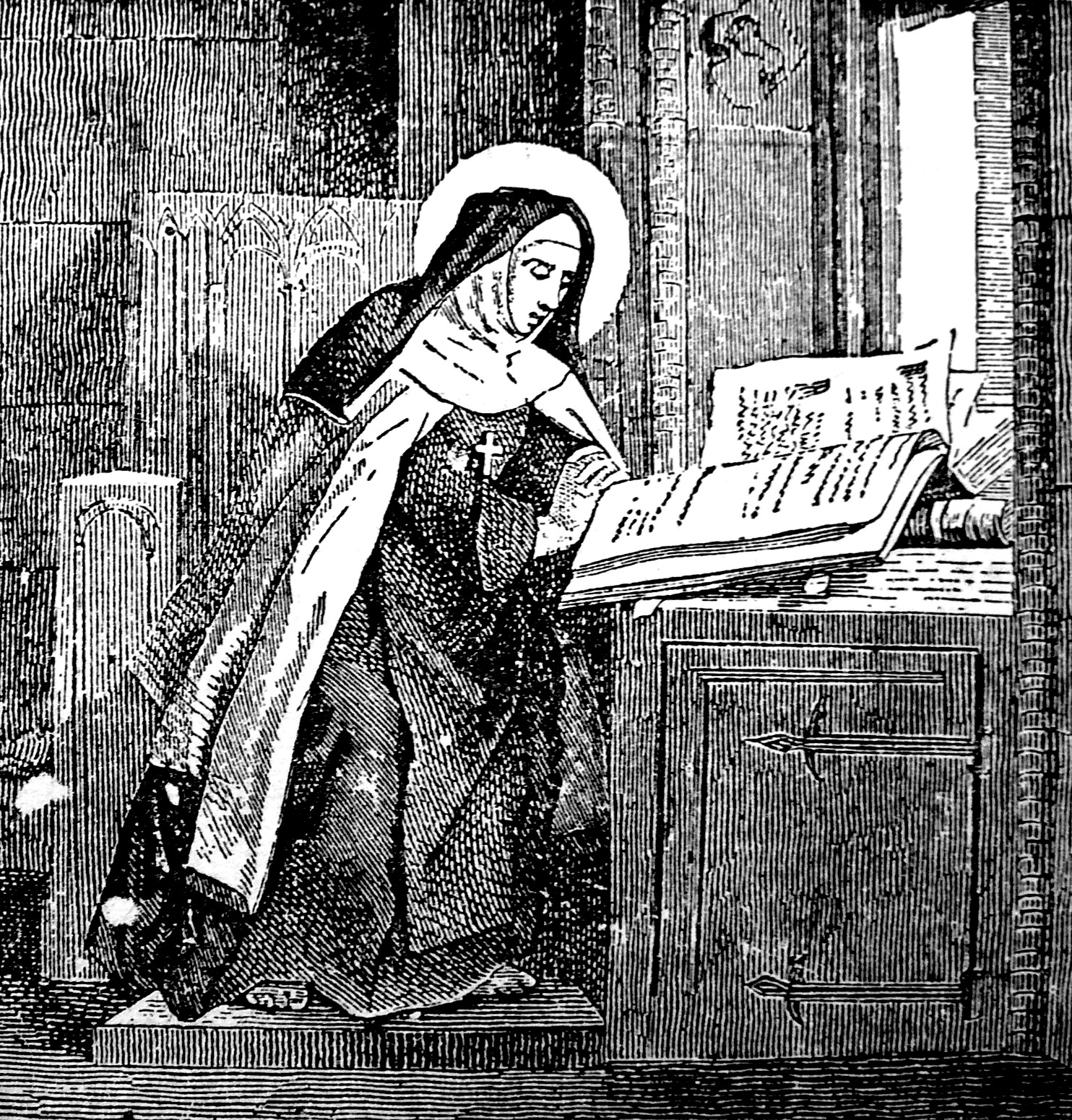
Magdalena đang đọc sách

Maria Mácđalêna thành Pazzi (hay Maria Mácđalêna de Pazzi; sinh ngày 2 tháng 4 năm 1566 mất ngày 25 tháng 5 năm 1607) là một nữ tu dòng Cát Minh và sau này là một vị nữ Thánh Công giáo.

## Cuộc đời
Magdalene sinh ra trong một gia đình quyền quý ở Florence của nước Ý. Vào thế kỷ 15, dòng họ Pazi đã nắm giữ một quyền lực chính trị to lớn, cô được giáo dục tốt từ nhỏ và được biết đã cảm nhận sâu sắc sự tồn tại của Chúa. Thực ra với địa vị và gia cảnh của mình, cô có thể lấy một người chồng và an hưởng cuộc đời nhàn hạ nhưng cô đã chọn con đường đi tu.
Lúc 10 tuổi cô được rước lễ lần đầu và ngay sau đó một tháng cô có thề rằng sẽ giữ mình còn trinh. Khi 16 tuổi, cô gia nhập đan viện Đức Mẹ Các Thiên Thần của Dòng Cát Minh ở Florence. Vào dòng, Catarina lấy tên là Maria Mađalêna, trong thời gian này cô đã chống lại những cám dỗ là kiên trì cầu nguyện, hãm mình, phục vụ tha nhân và sau đó bất ngờ bị lâm bệnh nặng, vào năm 1604 cô bị bệnh nhức đầu và tê bại phải nằm liệt giường nhưng hai tháng sau đó qua khỏi như một phép lạ. Để giữ lại các điều đã chứng kiến, cha giải tội yêu cầu cô kể lại các điều được trải nghiệm để các nữ tu thư ký ghi chép lại và tập hợp thành sách.
Sau ba năm mang bệnh, cô qua đời ngày 25 tháng 5 năm 1607 khi 41 tuổi. Giáo hoàng Urban VIII đã tôn phong cô lên bậc Chân Phước ngày 08 tháng 5 năm 1626 và Giáo hoàng Clement IX đã đôn cô lên hàng hiển thánh vào ngày 28 tháng 4 năm 1669.